# Korolivka, Lîpoveț
Korolivka (în ucraineană Королівка) este un sat în comuna Șceaslîva din raionul Lîpoveț, regiunea Vinnița, Ucraina.

## Demografie
Componența lingvistică a localității Korolivka
     Ucraineană (98,66%)
     Rusă (1,34%)
Conform recensământului din 2001, majoritatea populației localității Korolivka era vorbitoare de ucraineană (98,66%), existând în minoritate și vorbitori de rusă (1,34%).